# Cuminum cyminum
Зіра (від арабської «насіння»; рідше зера — від івр. זֶרַע «насіння»), або римський кмин, або кумин (рідше кмін, кумін, комун, каммун), або затр (рідше зар) (лат. Cuminum cyminum) — трав'яниста рослина, вид роду Cuminum.
Іноді (можливо, через схожість насіння кмину та зіри та їхніх назв у деяких мовах) зіру називають просто «кмином», хоча зазвичай слово кмин означає рослину іншого виду (навіть іншого роду).
Запах сильний, гіркуватий, трохи горіховий. Посилюється при розтиранні або обсмажуванні насіння. Зіру широко використовують у кулінарії, особливо у східній. Використовують як ціле, так і як потовчене або розмолоте насіння зіри. Ціле насіння використовують при приготуванні, наприклад, плову, тут приправа є компонентом відповідальним за аромат. Мелену широко використовують тюркські народи при приготуванні страв з м'яса. Насіння зіри входять в популярні індійські суміші масала та карі. Кумін широко використовують у мексиканській кухні.

## Ботанічний опис

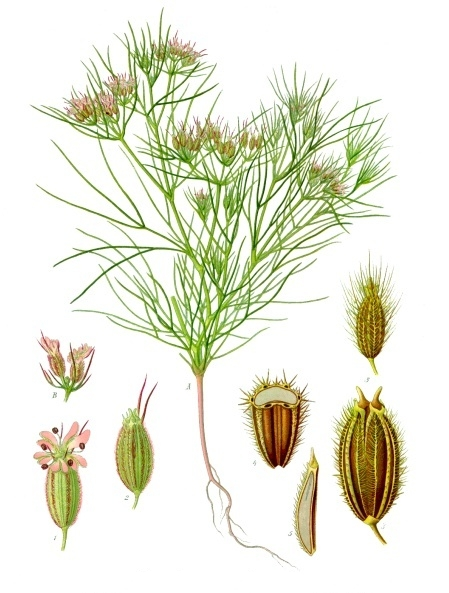
Зіра.
Ботанічна ілюстрація.

Одно-дворічна трав'яниста рослина. Зовні нагадує кмин, тому їх часто плутають.
Листки чергові, нижні — двічі трійчасто розсічені на тонкі лінійні сегменти.
Квітки білі або червоні, в подвійних парасольках, які мають обгортки та обгорточки.
Плід — довгастий віслоплодник 6 мм довжиною і 1,5 мм шириною. Насіння більші, світліші, ніж у кмину, аромат у них сильніший і гострий.

## Поширення
Батьківщиною вважають Середню Азію. В Індії місцеве населення зіру вирощує на городах. По-арабськи її називають «каммун». Цю рослину культивують в Південно-Східній Азії, Ірані і Афганістані, в Північній Африці та Латинській Америці. В Європі вона поширена менше (за винятком країн Середземномор'я), відтиснута на задній план кмином.

## Сорти
Розрізняють чотири різновиди зіри: перську, кірманську, сирійську та набатейську. Кожна з них і зустрічається в природі, і культивується. Два найкращих різновиди:
- Кірманська зіра — чорного кольору, дрібна, гостро ароматна,
- Перська зіра — жовтуватого кольору, ароматна.

## Застосування

### Кулінарія

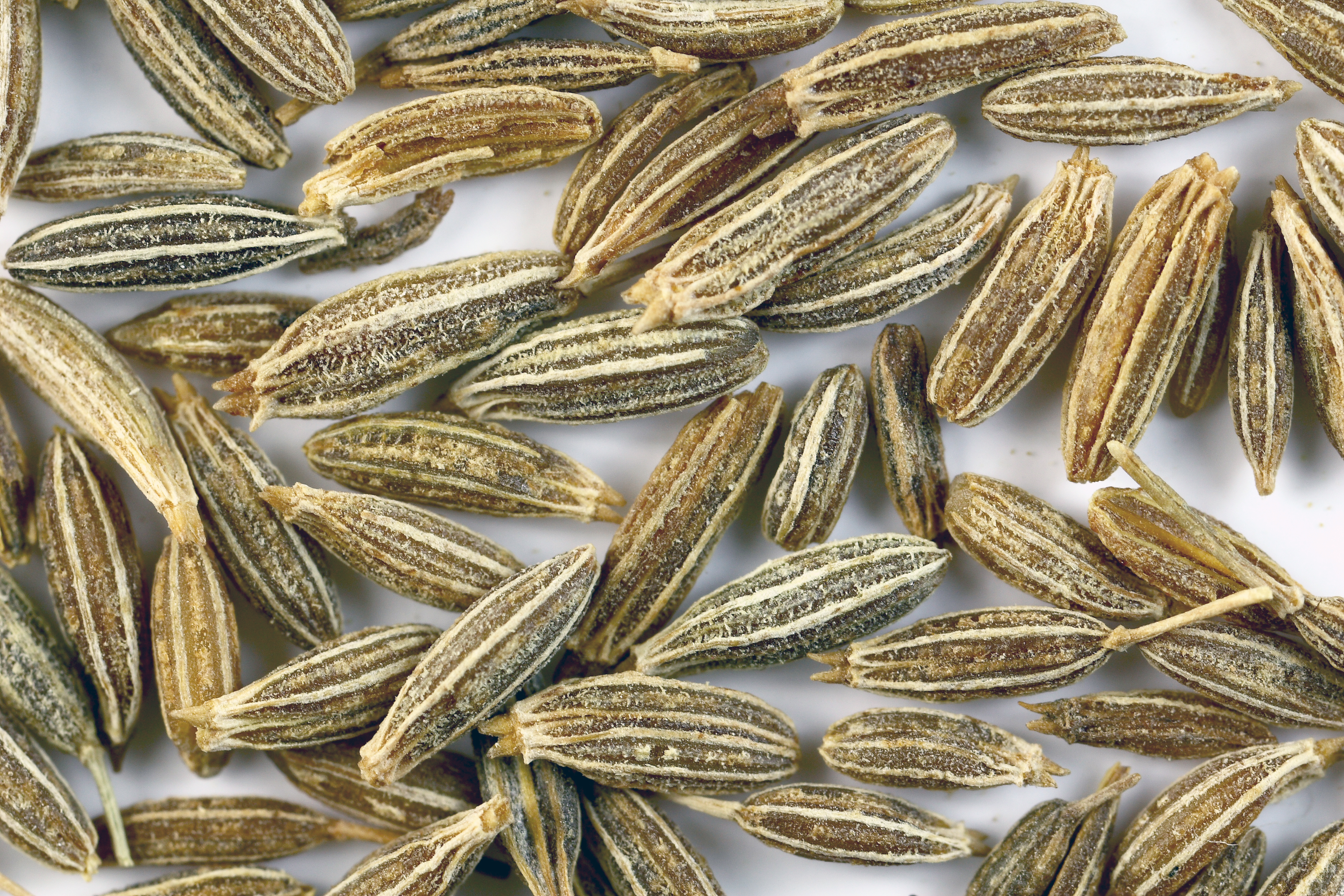
Насіння Зіри

У їжу використовують переважно насіння. Цілі насінини є обов'язковою складовою східного плову, а мелені додають в соус «чилі».
У Киргизстані зірою приправляють смажене м'ясо з овочами, додають для аромату в соуси, в маринад для м'яса. В Таджикистані і Узбекистані нею приправляють плов, супи, гарячі страви, холодні закуски, борошняні вироби.
У Вірменії, де мелену зіру називають кіміон, її використовують для приготування особливого сорту сиров'яленої плоскої ковбаси, званої суджук.
В Індії зіру додають в овочеві страви, вона входить до складу каррі.
У грецькій кухні використовують рідко, переважно для приготування таких страв як сосиски по-смирнськи і стіфато (тушковане м'ясо).

### Медицина
Плоди містять 2,4-4,0 % ефірної олії, до 16 % камеді.
Зіра позитивно впливає на серцево-судинну систему, перешкоджає утворенню тромбів і захищає людський організм від інфаркту міокарда. Вживання прянощі покращує діяльність мозку і зору, сприяє травленню і покращує апетит. Зіра сповільнює моторику шлунку та кишки, вона незамінна при шлункових коліках, спазмах, диспепсії і метеоризмі. У Греції використовують для приготування цілющого чаю для дітей. Допомагає вона і при нервовому виснаженні та мігрені. Свіжо розтерте насіння зіра (куміну) має седативні властивості й через те його застосовують для лікування безсоння. Великий вміст камеді в плодах рослини дозволяє використовувати примочки на основі зіри як ефективний антисептичний і загоювальний засіб, а компреси з меленого насіння, змішаного з оливковою олією або бобовим борошном, допомагають розсмоктувати невеликі набряки.